# معبد أثينا برونايا
كان معبد أثينا برونايا (بالإنجليزية: Temple of Athena Pronaia)‏ يقع في موقع دلفي القديم، في حرم أثينا برونايا، وهو عبارة عن مجموعة من المباني تضم معابد وخزائن بالإضافة إلى ثولوس دلفي الشهير. في الواقع، حيثُ بُني ثلاثة معابد متتالية في الموقع. بُنيت المعابد السابقة، والمشار إليها باسم ايه وبي، في القرنين السابع والسادس قبل الميلاد على التوالي وكانت مصنوعة من الحجر المسامي.حيثُ بُني المعبد الثالث من الحجر الجيري في القرن الرابع قبل الميلاد.

## نظرة عامة
معبد أثينا "برونايا"، المعروف أيضًا بالتهجئة برونيا والمعنى الذي تحمله هو 'المعبد الواقع أمام معبد أبولو'، كان أول معبد يُلاقيه الزائر القادم إلى دلفي سيرًا على الأقدام من الطريق الشرقي، ومن هنا جاء تسميته.
أظهرت الحفريات أن في هذا الموقع كان هناك موقع عبادة أقدم، ربما كان مكرسًا للأرض (أي لجايا). أُكتشف معظم التماثيل الميكينية المُعروضة في متحف دلفي الأثري، بما في ذلك التمثال المُجلس الملحوظ على ثلاثة أرجل، هنا، وقد اقتُرح أنها كانت تُقدم كهدايا تذكارية.

### معبد (أ)
بُني أول معبد مخصص لأثينا من الحجر المسامي ذو اللون الرمادي وأُتِمَ البناء في القرن السابع قبل الميلاد. ومن المحتمل أنه كان أقدم معبد دوريسي، حيث تم الحفاظ على اثني عشر عمودًا منه. وكانت تلك الأعمدة متوجة بتيجان.

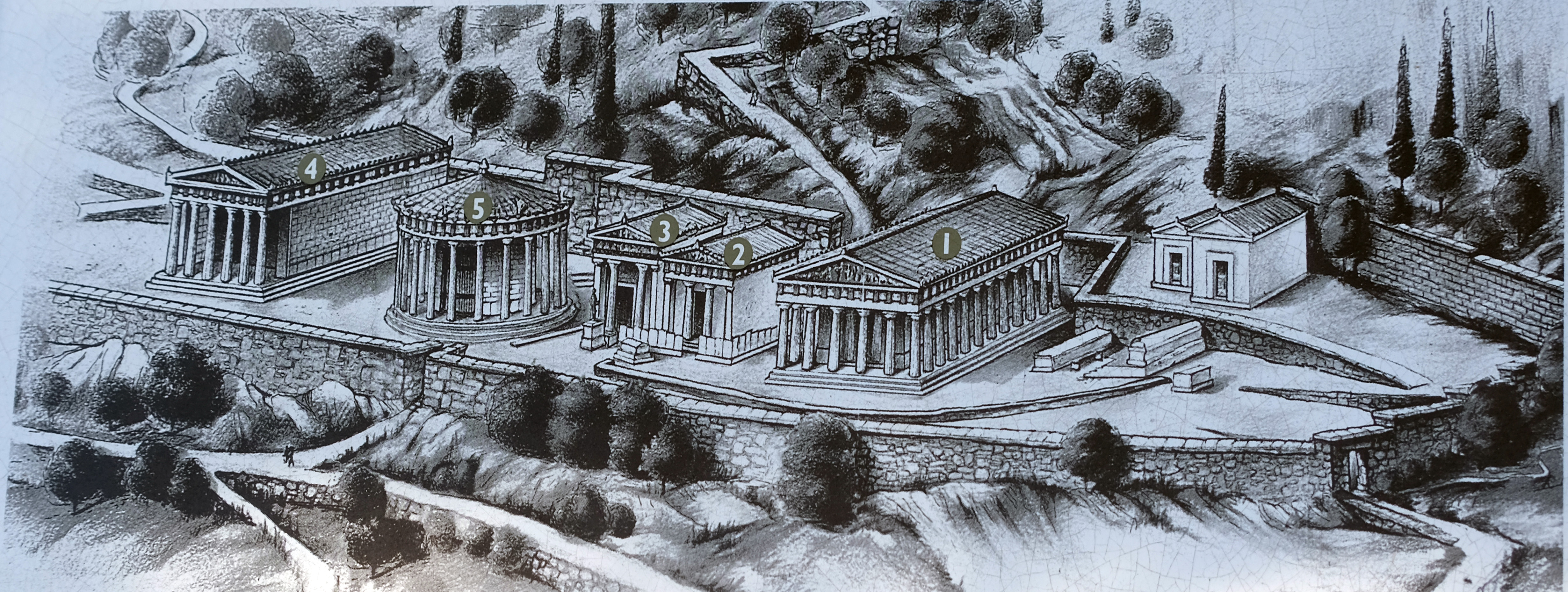
صورة توضح عملية إعادة بناء الموقع.

### معبد (ب)
بعد تدمير المعبد (أ)، بُني معبد أخر في نفس المكان يسمى الآن المعبد (ب).  ويقدر تاريخ بنائه في 510 قبل الميلاد، ومن المحتمل أنها شكلت جزءًا من برنامج بناء الكميونيين لترميم آثار دلفي.

تُنسب الأجزاء الرخامية لرأس أثينا التي أُكتشفت وعُرضت الآن في المتحف إلى تمثال عبادة أثينا، والذي كان من الممكن أن يكون موجودًا في سيلا المعبد.

مخطط معبد أثينا برونايا في دلفي.

### معبد (ج)
لقد بُني المعبد الثالث من مادة الحجر الجيري في القرن الرابع قبل الميلاد، على الأغلب كان مخصصاً لأرتميس. قاد العلماء إلى هذا الافتراض من خلال شهادة بوسانياس، الذي يذكر أن أحد المعابد في حرم برونايا كان مخصصًا لأرتميس.
يعود تاريخ بنائه إلى 360 قبل الميلاد، وكانت تقع غرب المصطبة الداعمة لمجمع "المرمرية" بأكمله. على طول الجدار الخلفي كانت هناك تماثيل مصفوفة على قواعد، ربما يعود تاريخها إلى تاريخ لاحق.
ويبدو أن المعبد لم يكن يحمل أي زخارف منحوتة، باستثناء الأكروتيريا التي لم يتم الحفاظ عليها. لذلك قد يكون السبب المحتمل أن المعبد يقع بالقرب جدًا من الثولوس، الذي بُني قبل عقدين من الزمن ويحمل زخرفة مذهلة.

## معرض الصور

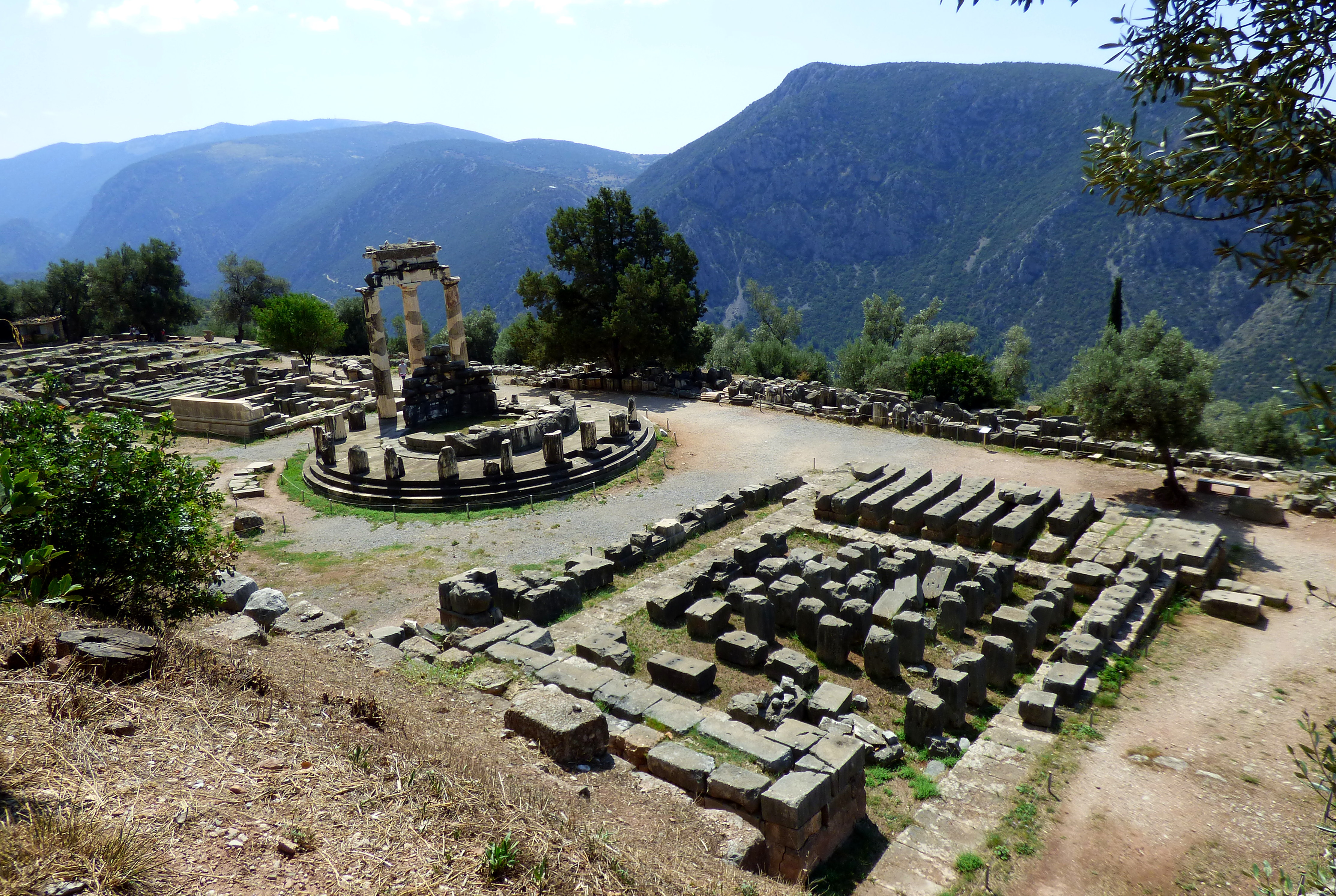
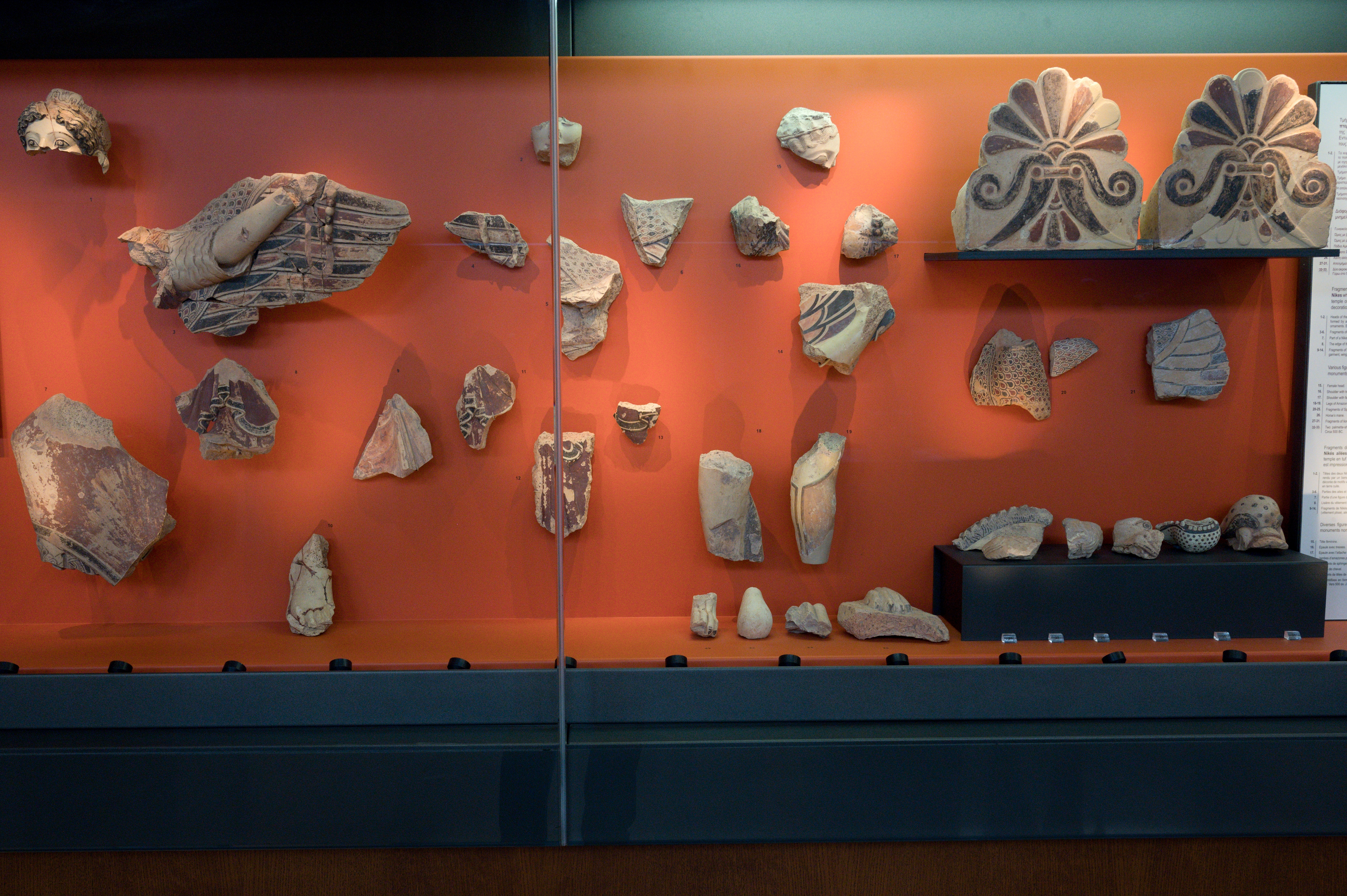
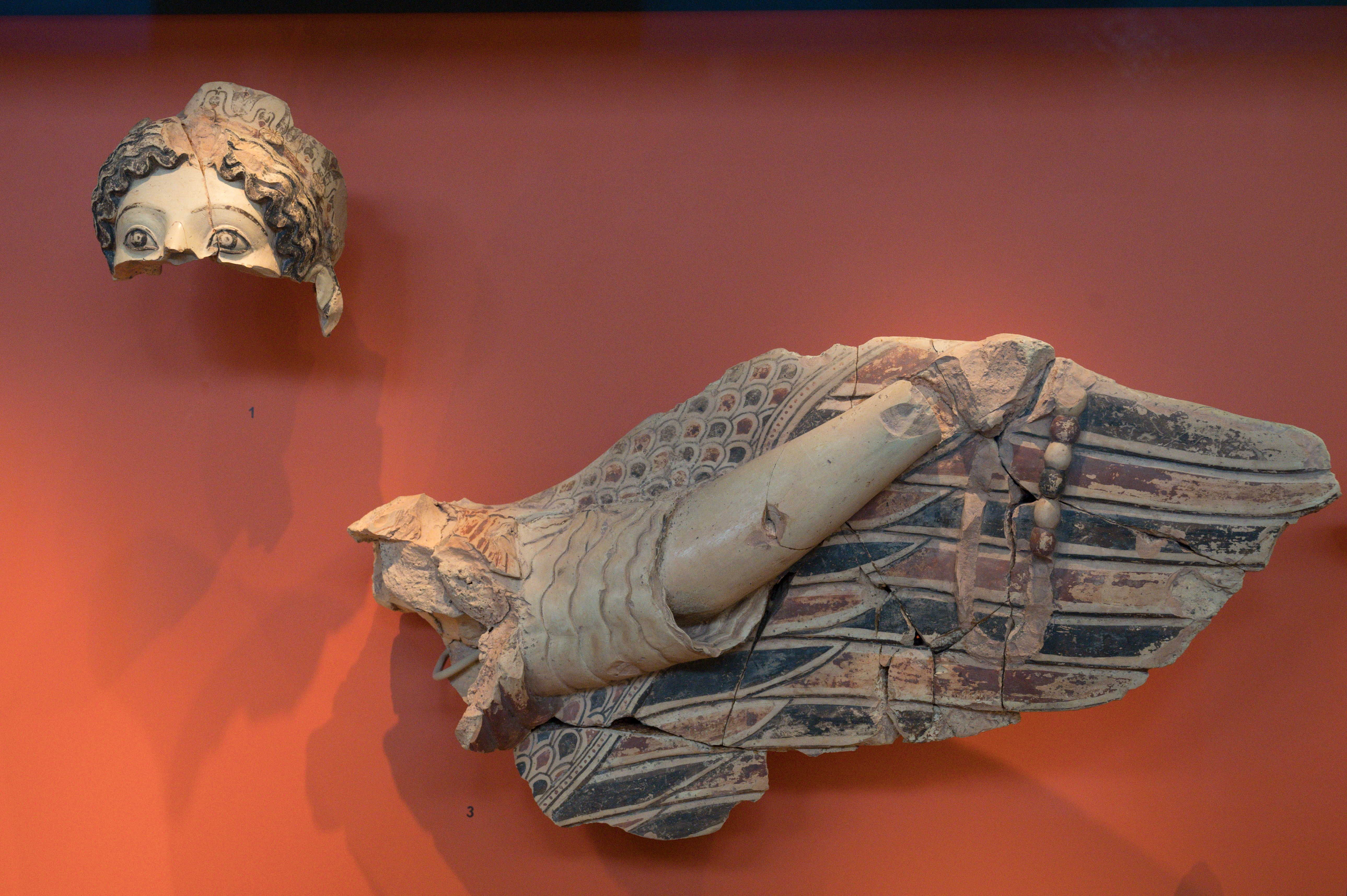
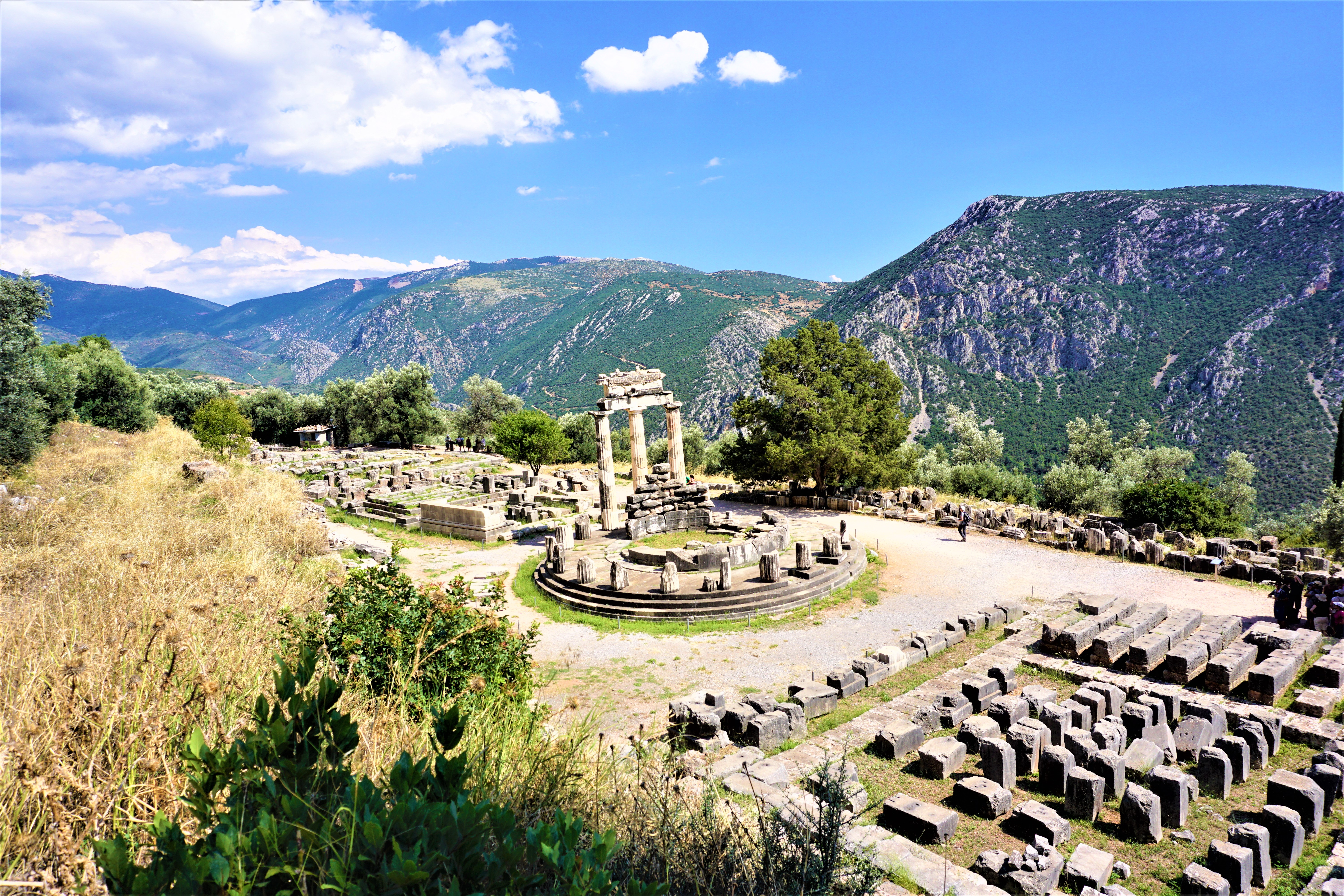
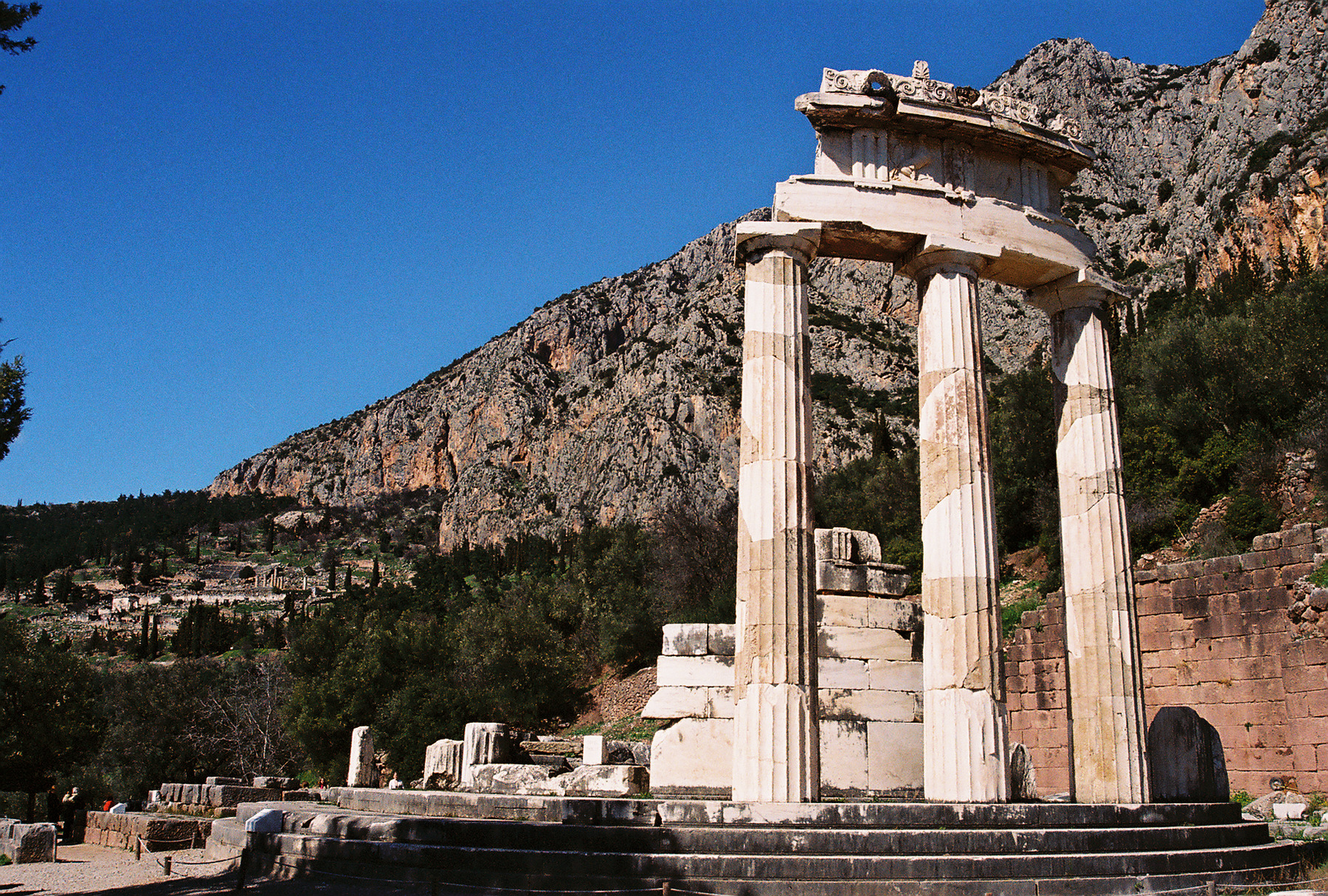
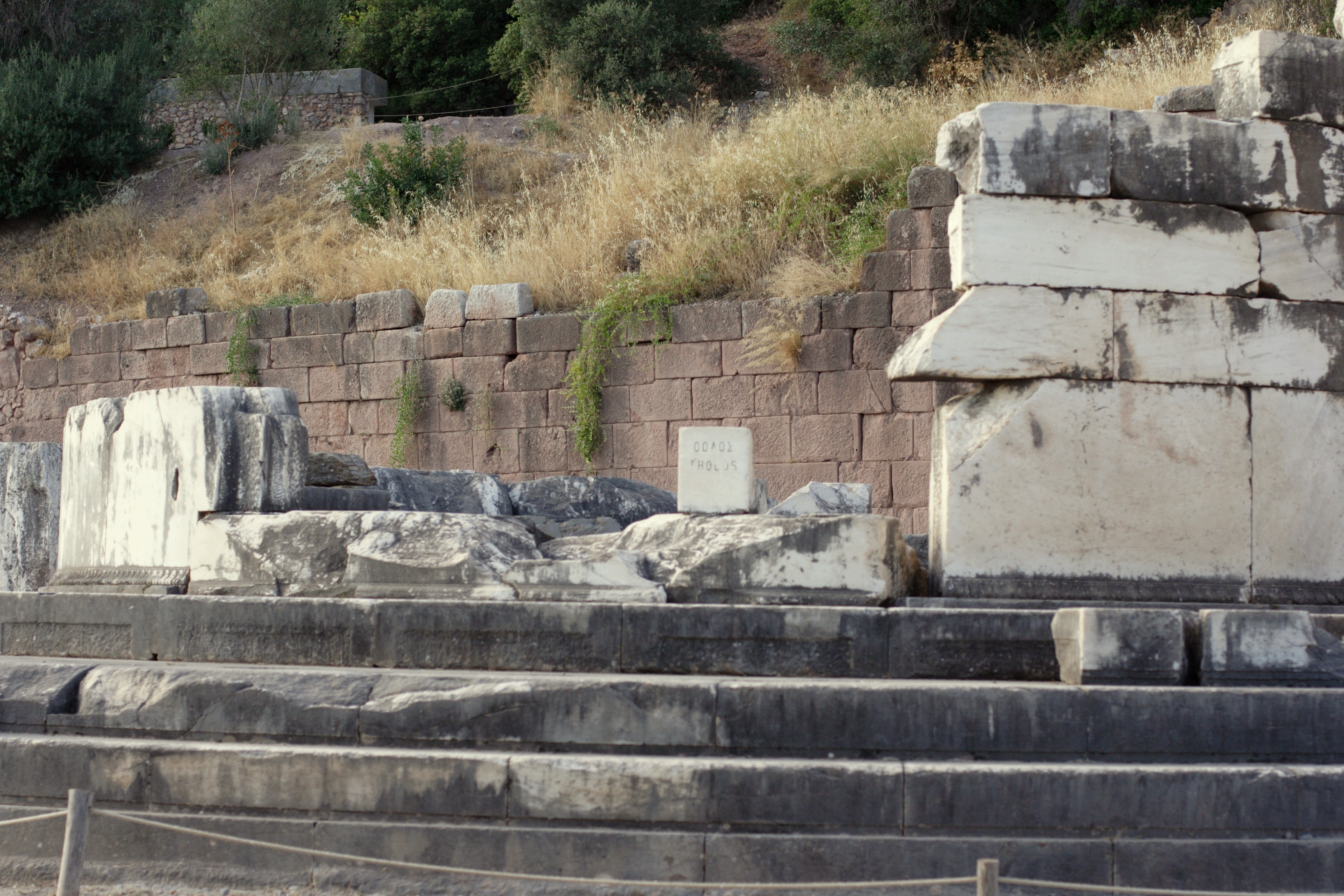
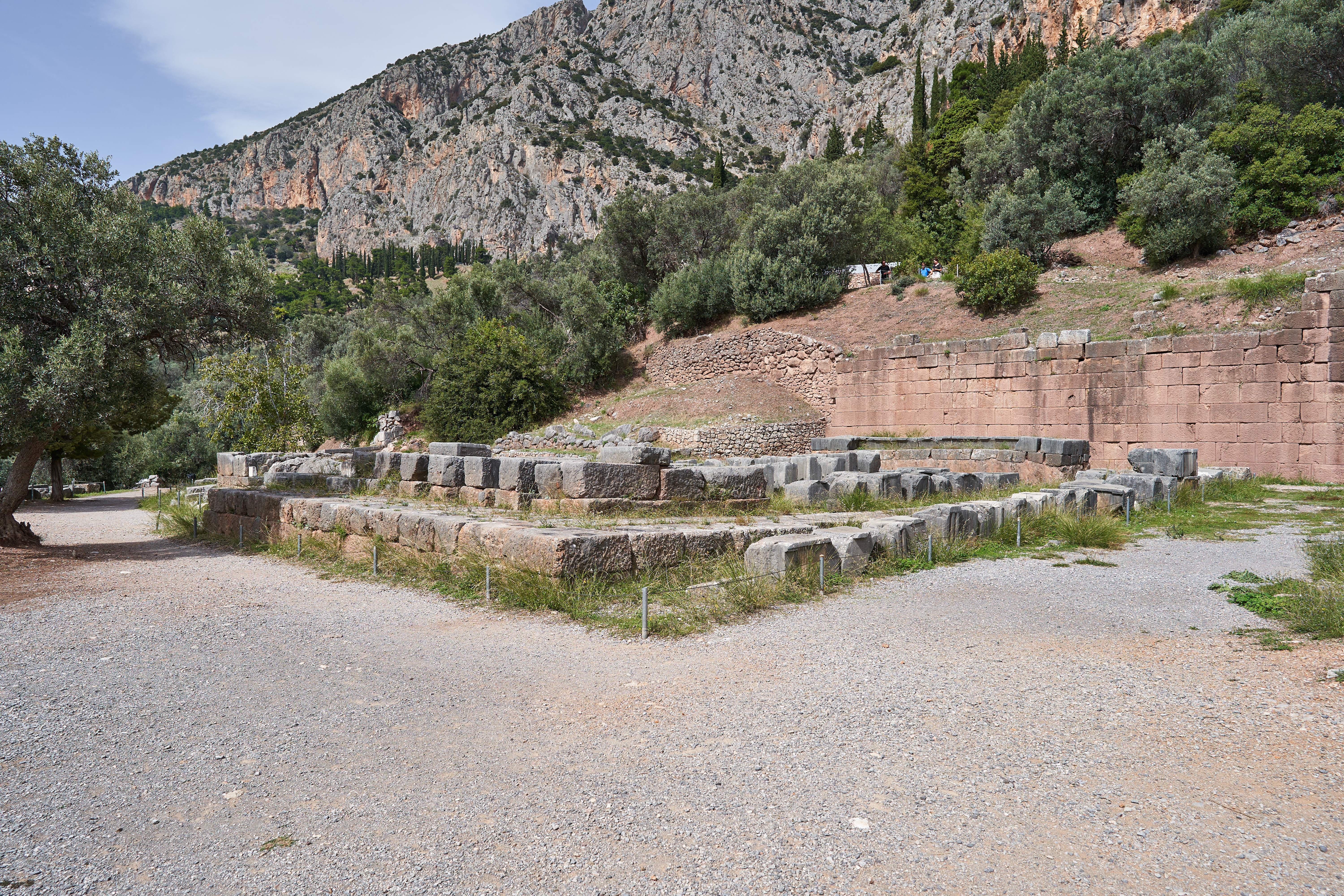
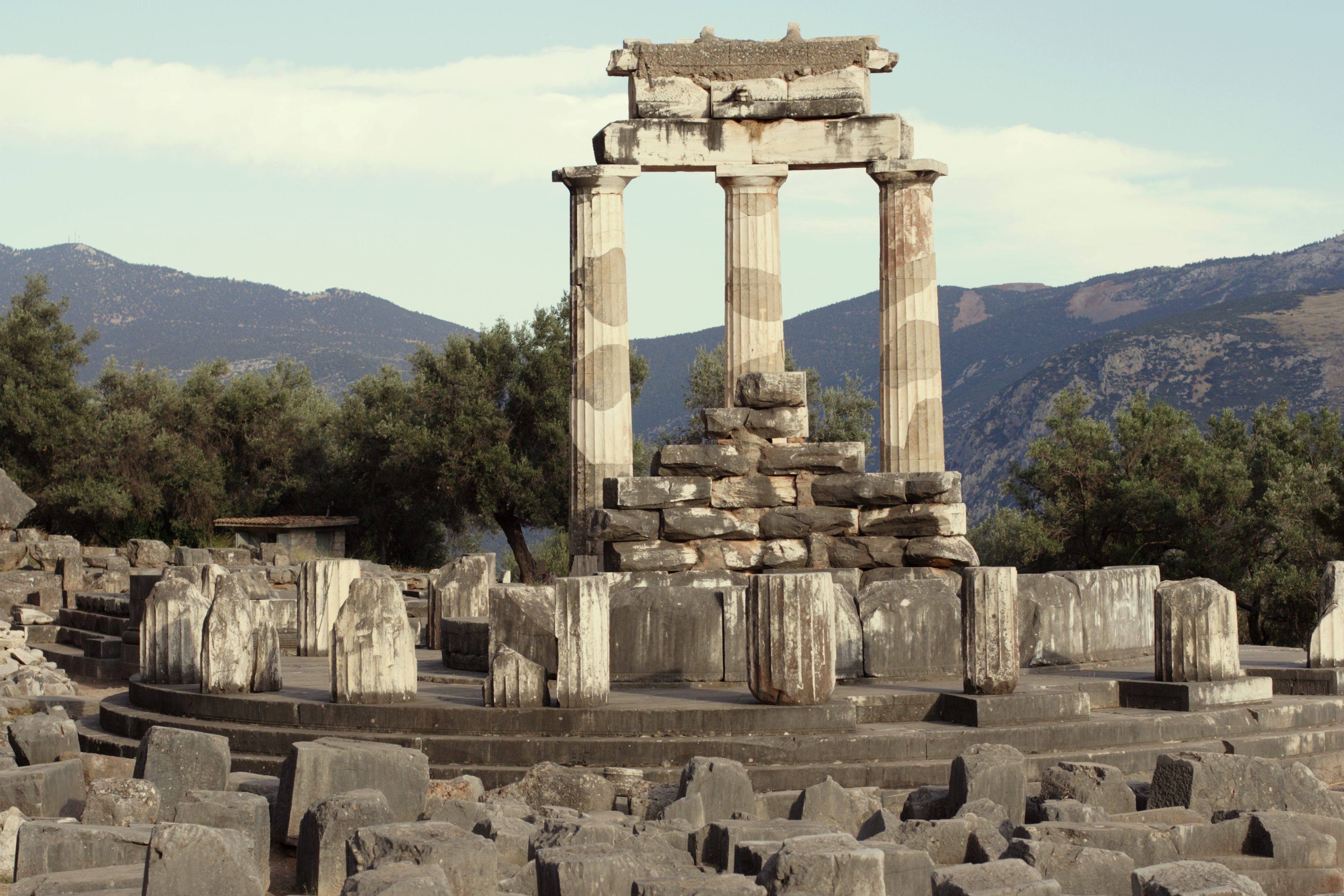
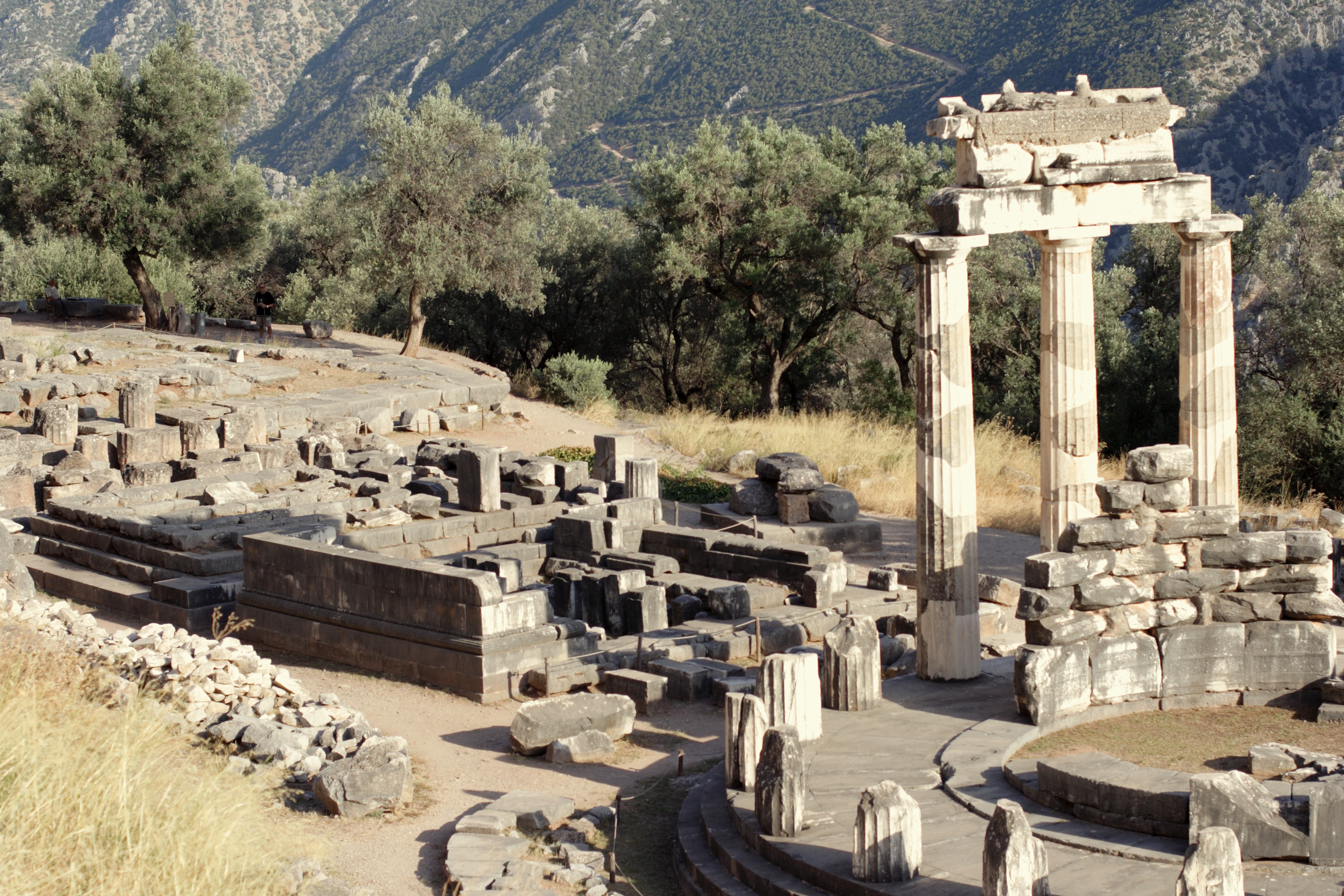
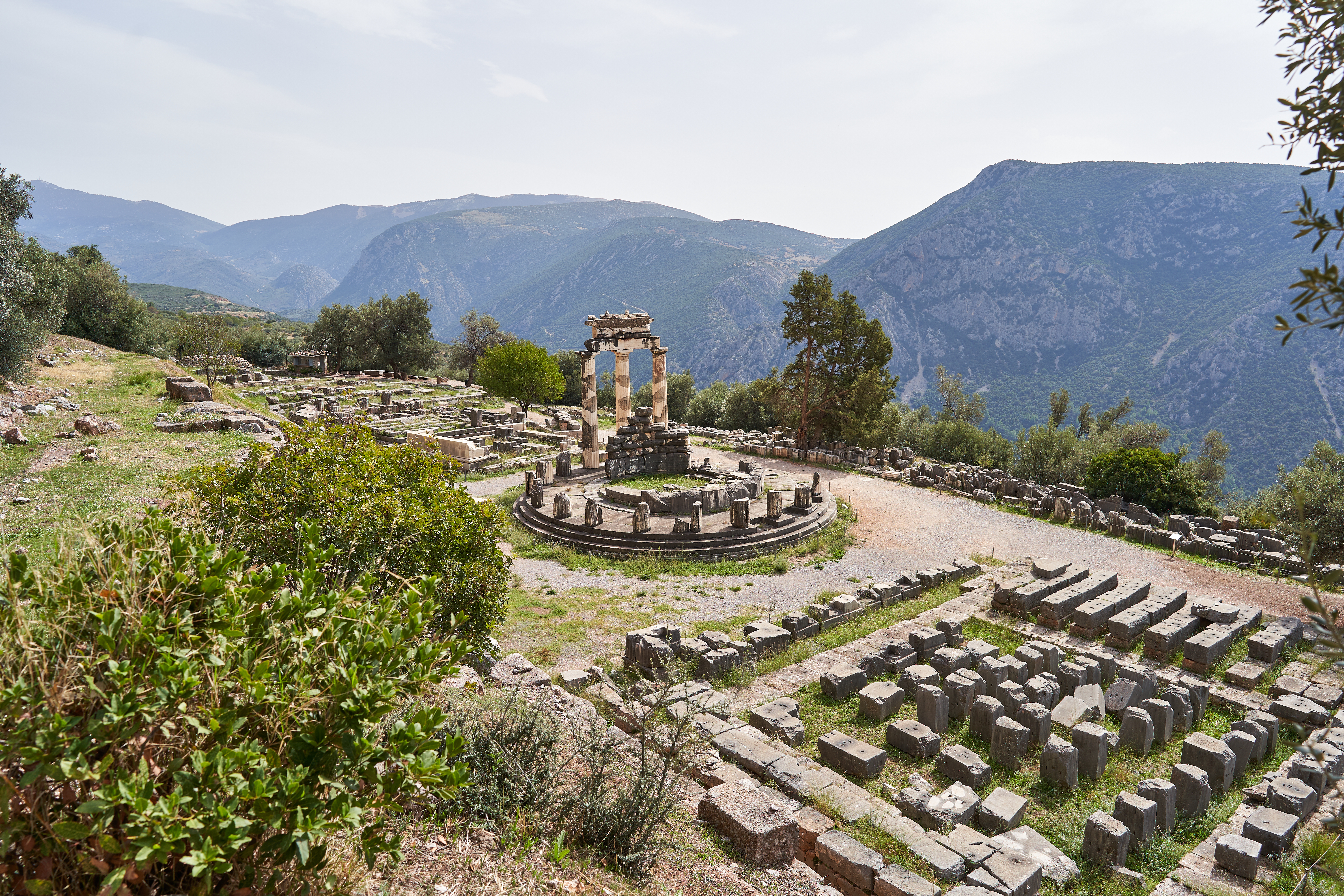
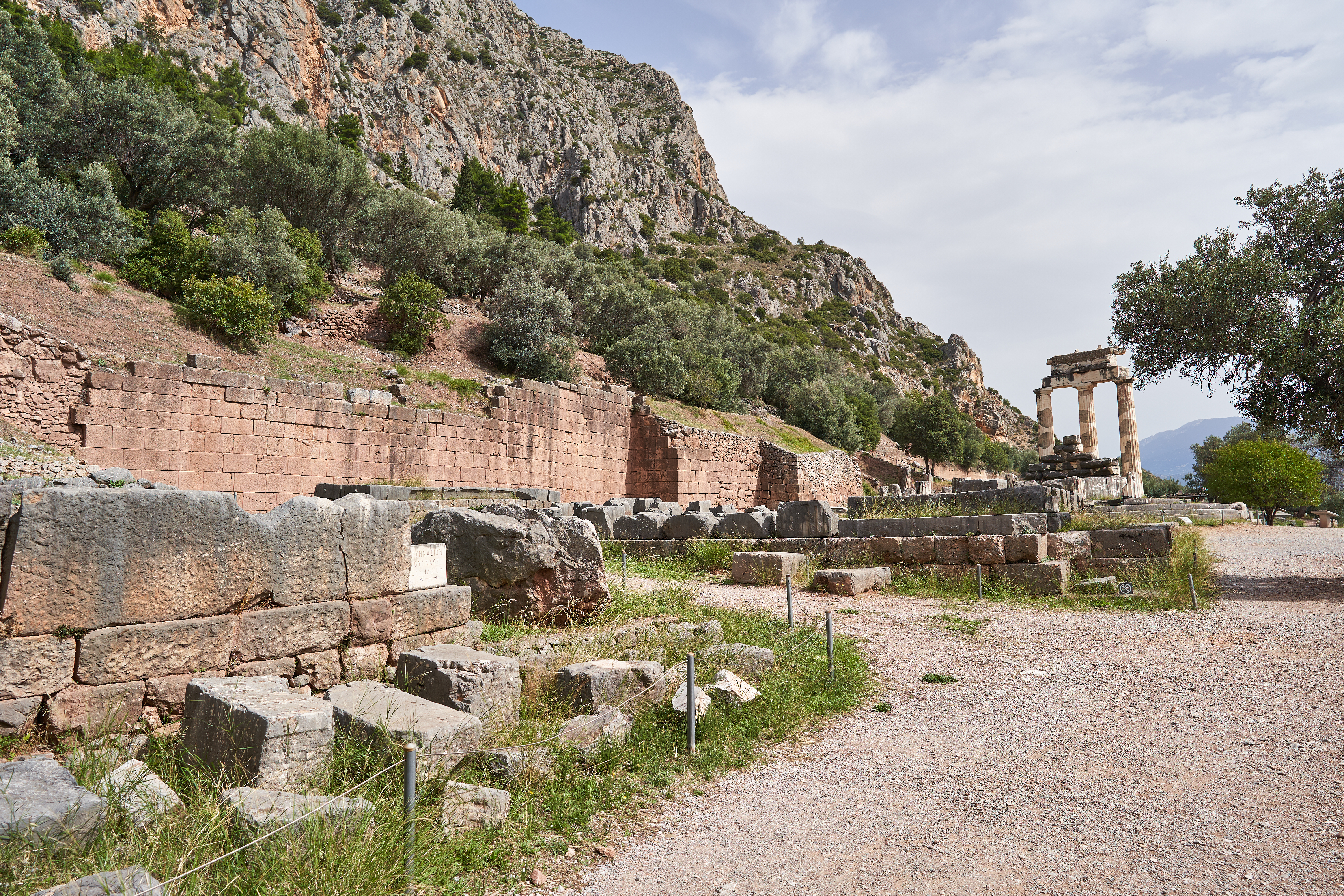
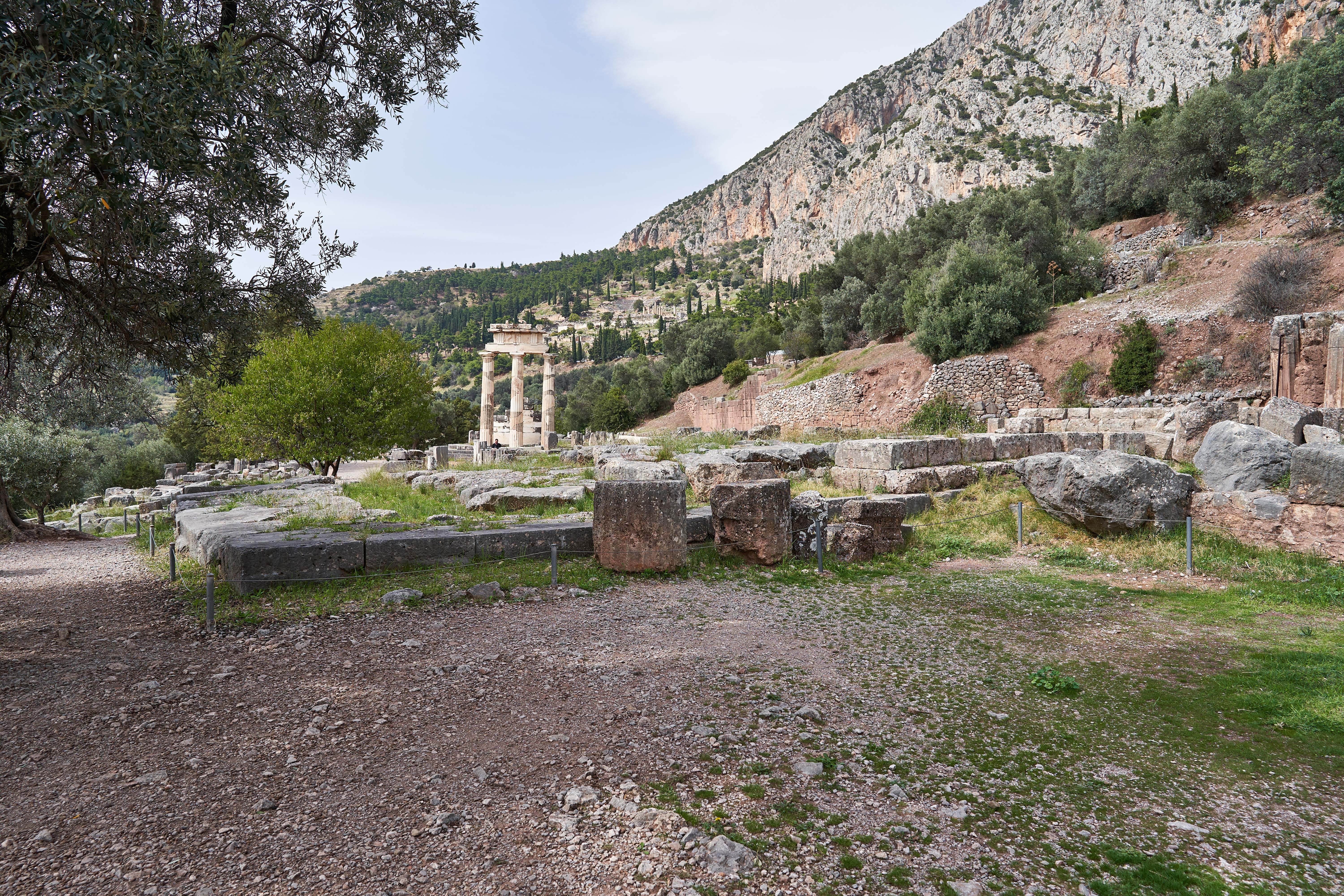
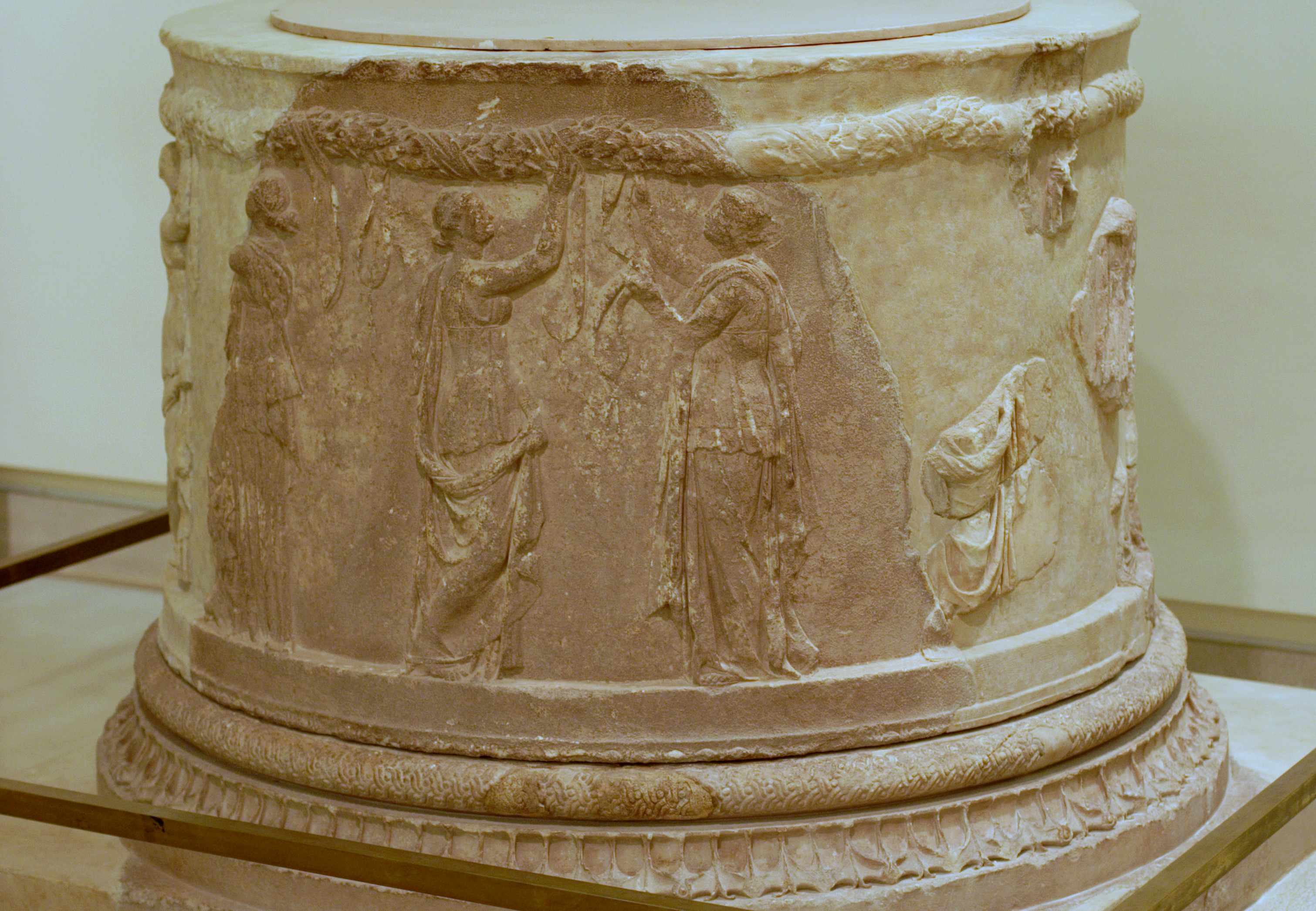
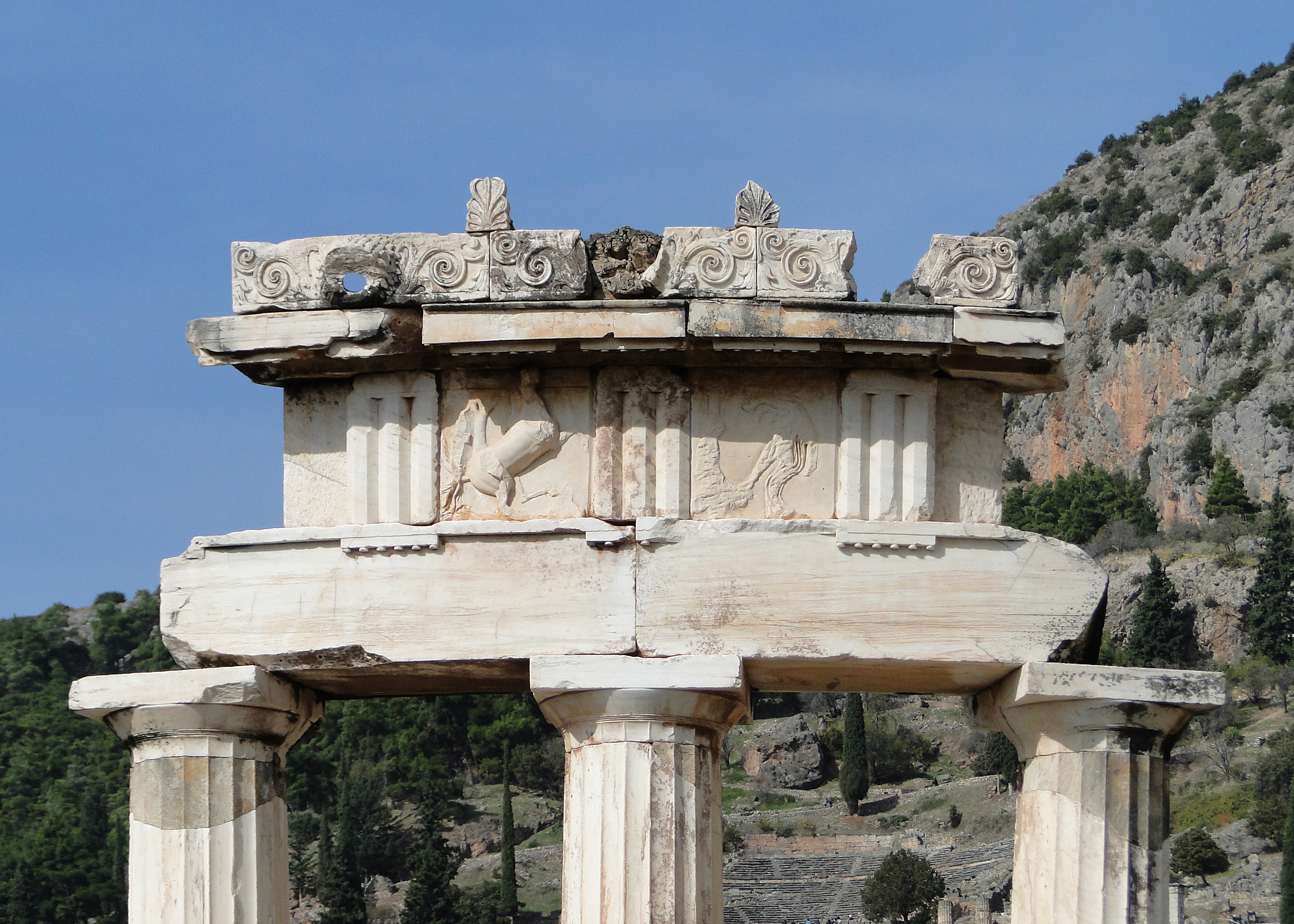
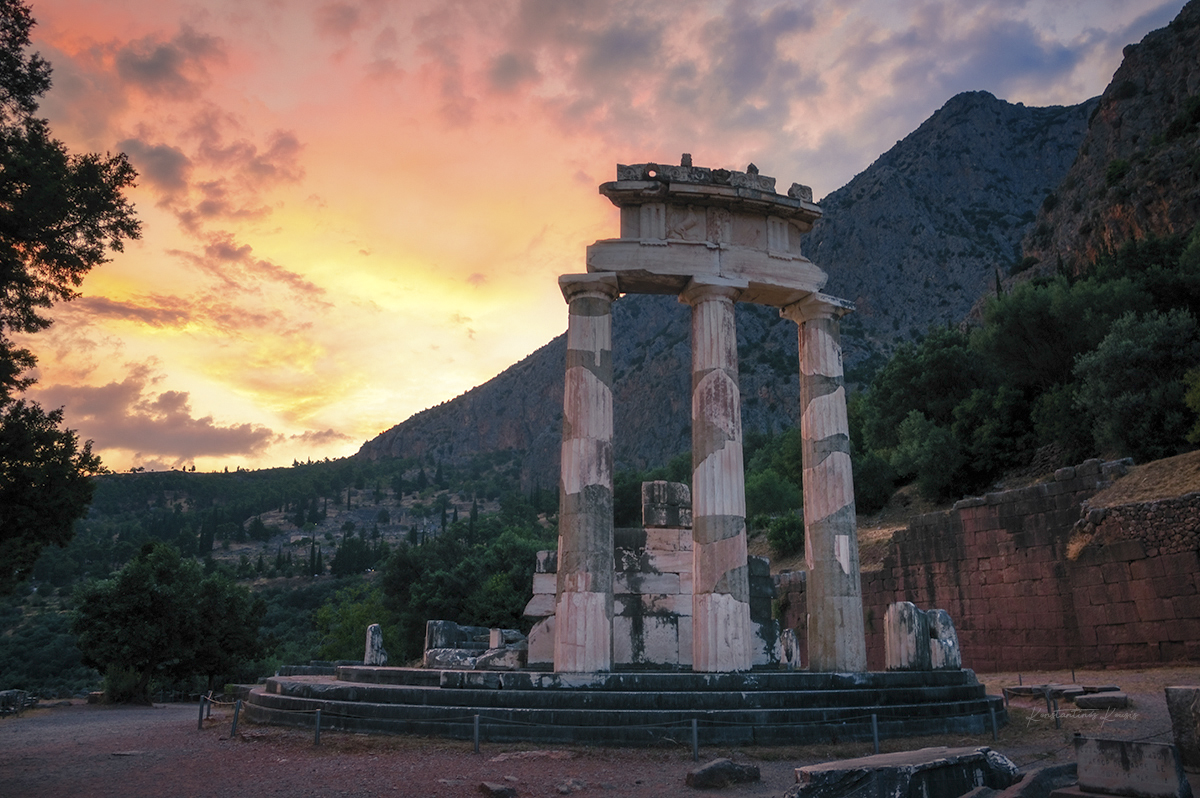
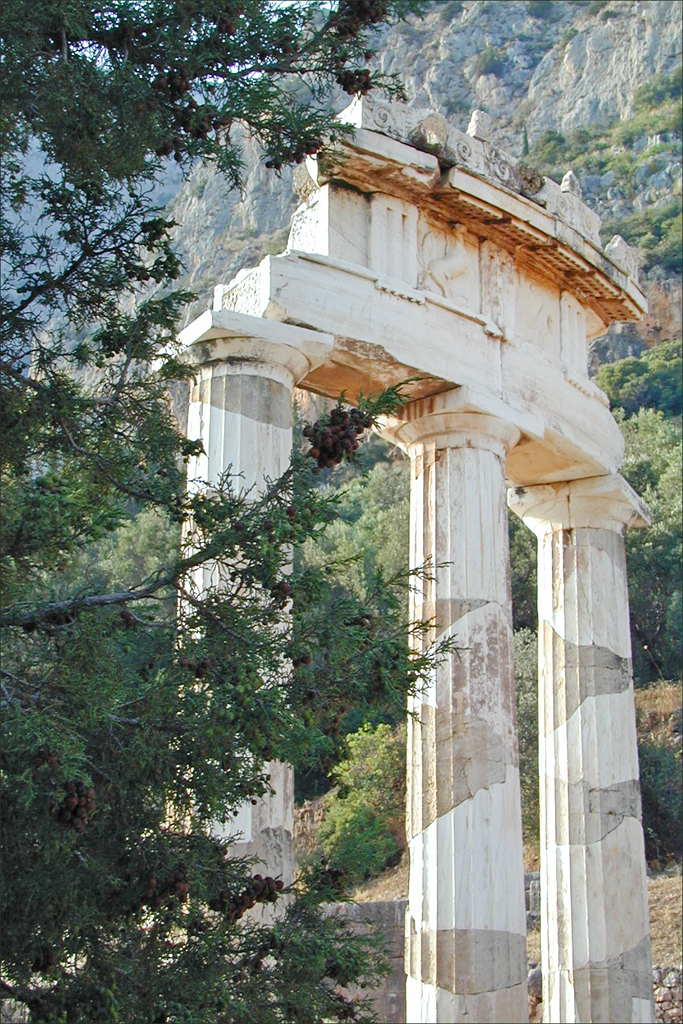
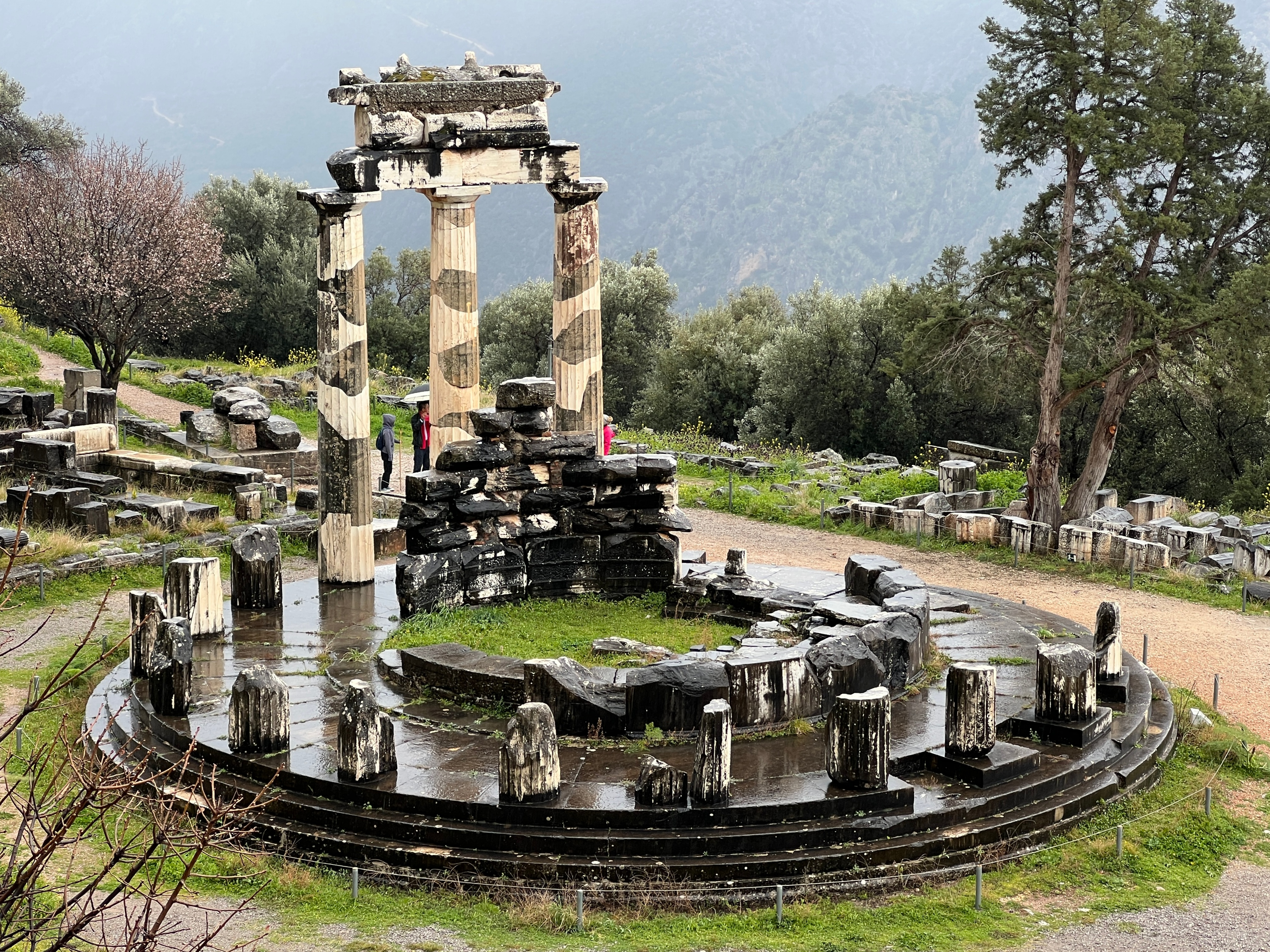
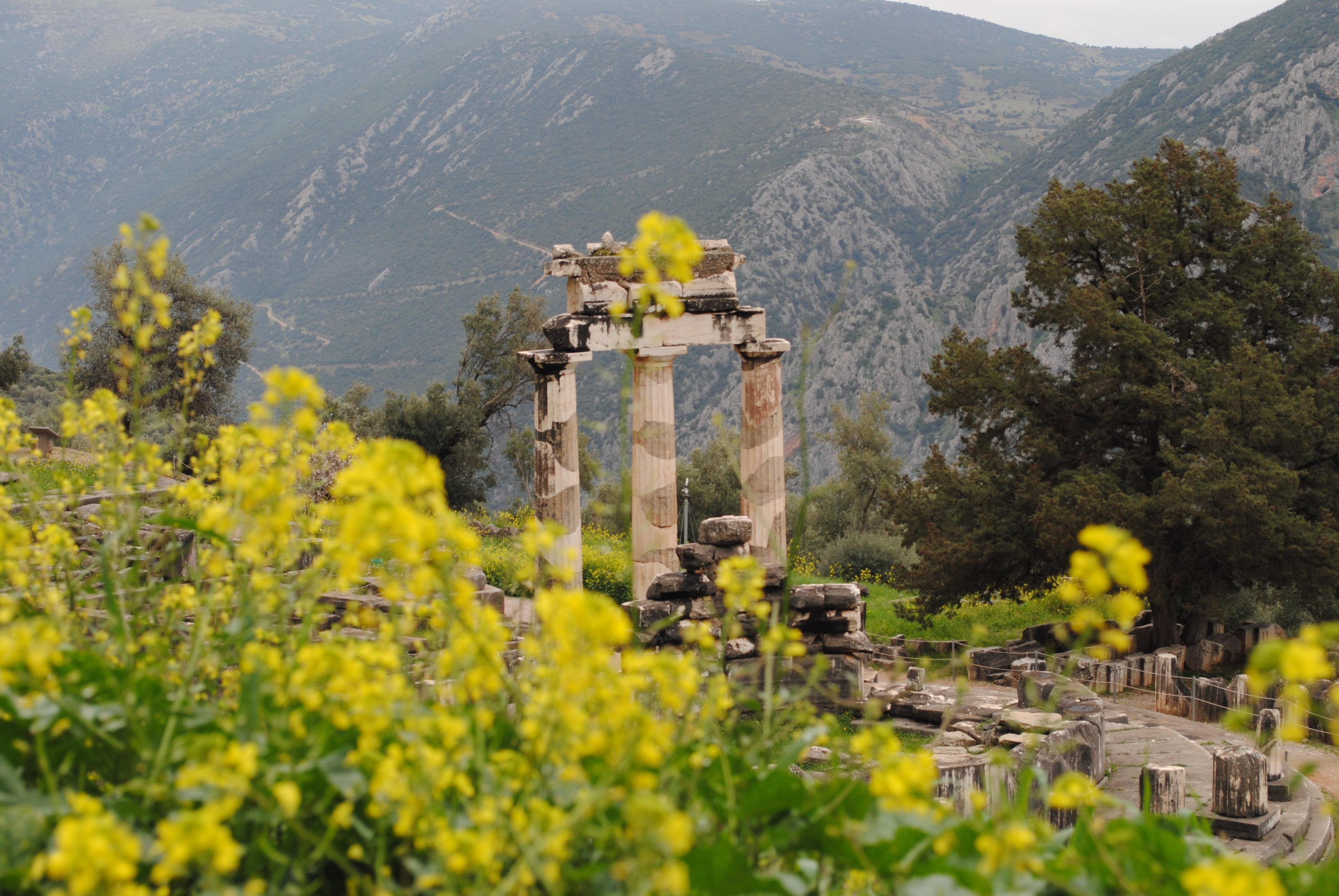